# Impatiens lauterbachii
Impatiens lauterbachii är en balsaminväxtart som beskrevs av Otto Warburg. Impatiens lauterbachii ingår i släktet balsaminer, och familjen balsaminväxter. Inga underarter finns listade i Catalogue of Life.